# Pozsonyi Autógyár

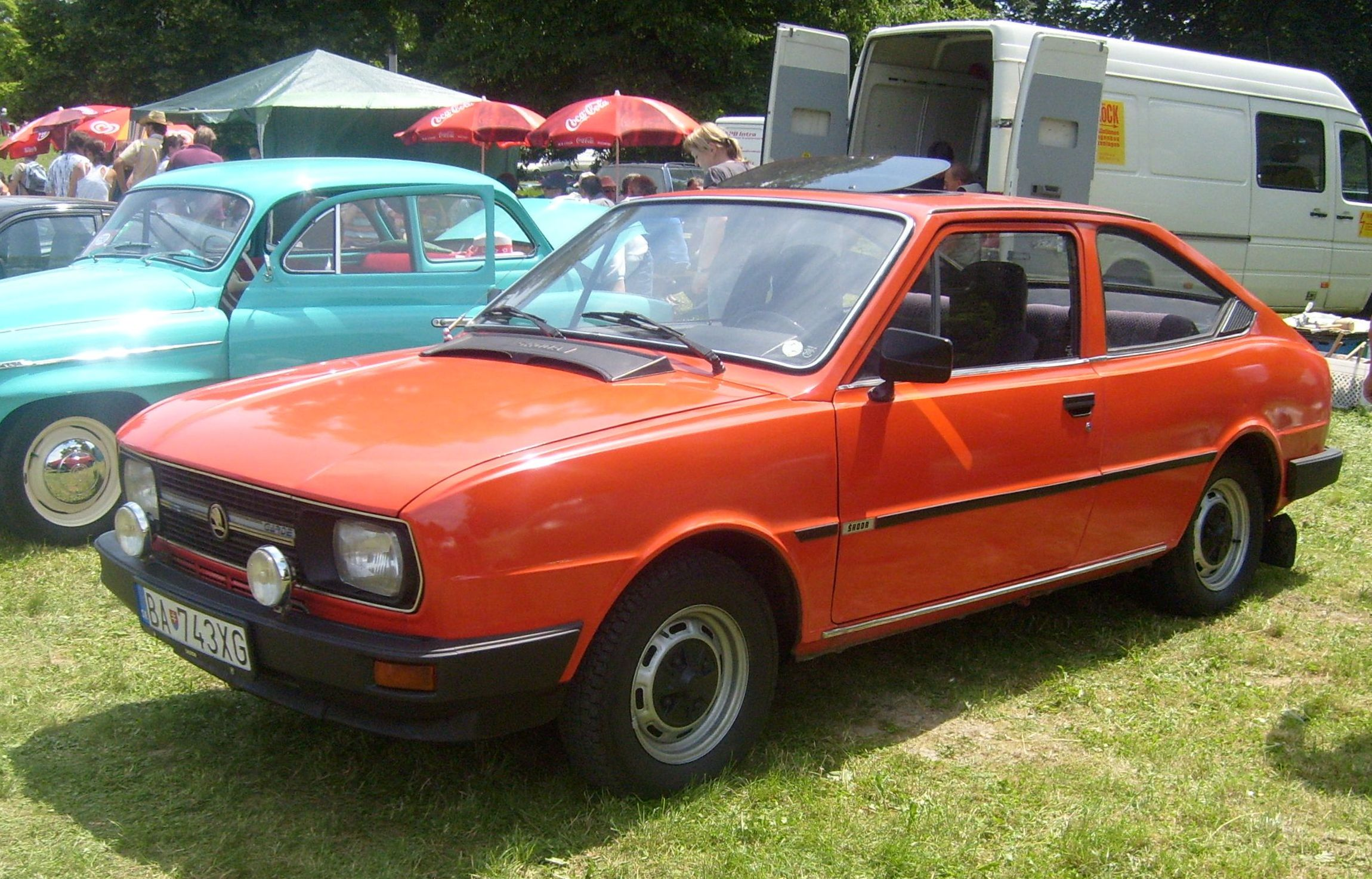
Škoda Garde, melyet 1982-től gyártott a BAZ

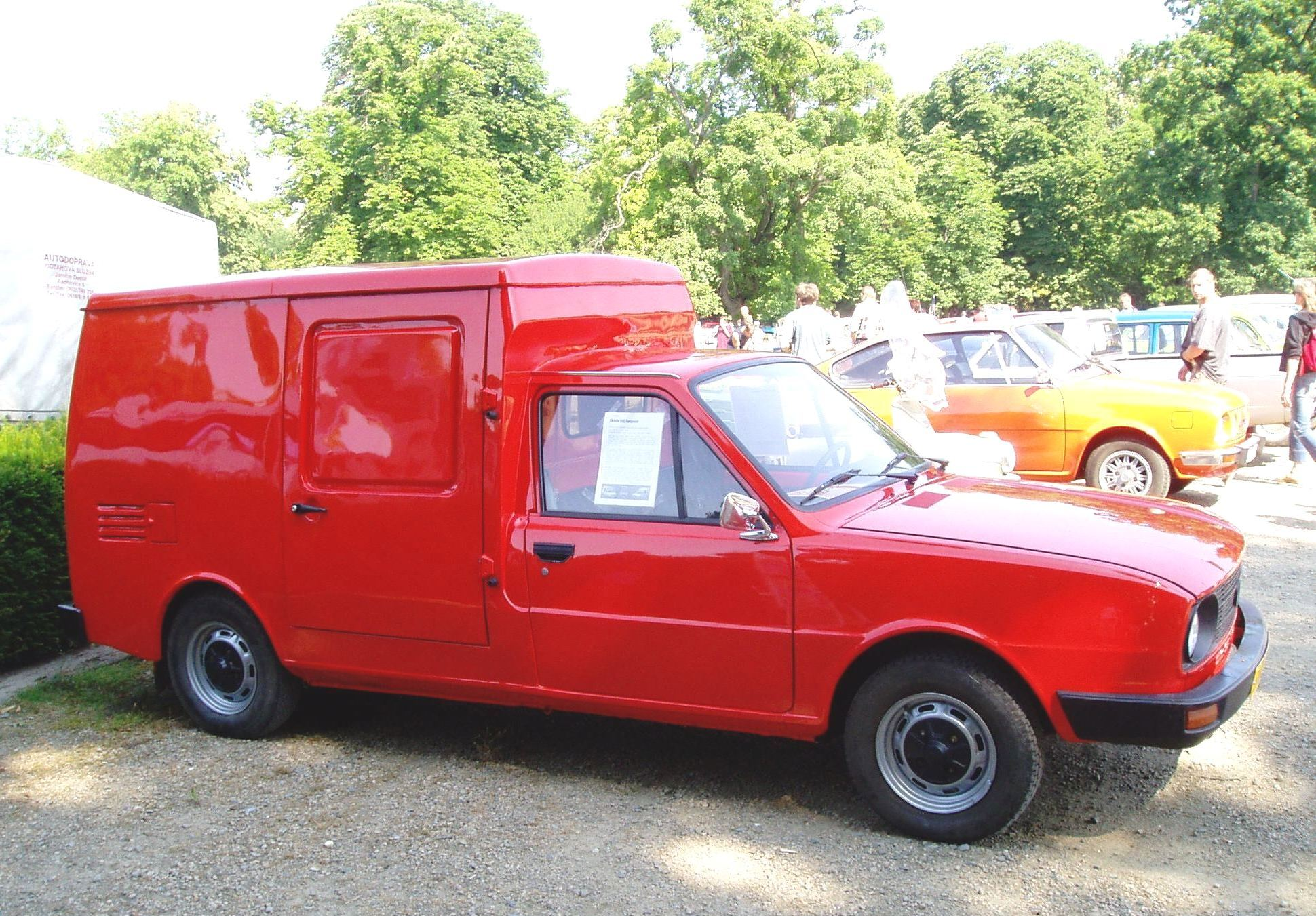
BAZ Furgonet

A Pozsonyi Autógyár, röviden BAZ (szlovákul és csehül: Bratislavské automobilové závody n.p.) járműgyártó vállalat volt Szlovákia fővárosa, Pozsony Dévényújfalu városrészében. 1971-ben alapították. A cég főként járműalkatrészeket gyártott, kisebb mennyiségben ott készült a Škoda Garde is. A BAZ saját fejlesztőrészleggel is rendelkezett és a cég fennállása alatt több prototípus is készült ott. Napjainkban az egykori autógyár helyén a Volkswagen Slovakia működik.

## Története
1971. július 1-jén alapították. Később több más gépipari céget is hozzácsatoltak. 1974-ben a Dopravstroj vállalatot, 1975-ben a Podunajské strojarne céget kapcsolták a BAZ-hoz.
Az eredeti koncepció szerint a BAZ az olasz Alfa Romeo autógyárral együttműködve gyártott volna újonnan fejlesztett középkategóriás autókat. Ehhez 1969-ben írtak alá megállapodást az Alfa Romeóval. Ennek részeként nyolc darab Alfa Romeo Giulia-t is vásároltak tesztelésre. Ez az együttműködés azonban a KGST-ben erős ellenérzéseket szült, így ez az elképzelés azonban nem valósult meg. Helyette a Mladá Boleslav-i AZNP új modelljének, a Škoda 720 Calssicnak a gyártását tervezték a BAZ-nál. Ebből azonban csak három prototípus készült el a BAZ-nál, végül sem Pozsonyban, sem Mladá Boleslavben nem indult el ennek a modellnek a sorozatgyártása. Hasonló sorsra jutottak a Škoda 731 és Škoda 732-es modellek is.
Az eredetileg komplett autók összeszerelésére szánt gyár a gyenge menedzsment és rossz döntések miatt az 1970-es években önálló gyártási program nélkül maradt és évekig csak más csehszlovákiai járműgyártók számára készített alkatrészeket, a gyártókapacitások, köztük a nagykapacitású hegesztőüzem, alig voltak kihasználva.
A BAZ-nak saját fejlesztési bázisa is volt, amely a Tatra autógyár 1960-ban létrehozott Pozsonyi Tervezőirodáján alapult. Ez a BAZ 1971-es indulásakor beolvadt az autógyárba. A Tatra pozsonyi irodája már az 1960-as években több ígéretes modellt dolgozott ki (pl. Tatra 603 mikrobuszok többféle változatai).
Csak több mint egy évtizeddel az alapítása után, 1982-ben kezdődött el a cégnél a tényleges autógyártás. Ekkor indult el a Škoda Garde gyártása, amelyből három év alatt több mint 3700 darabot készítettek. Mellette továbbra is folyt az alkatrészgyártás, pl. a Škoda Rapid és a Škoda 130, 135 és 136-os modellekhez készültek féltengelyek és egyéb részegységek, valamint folyt a Praga V3S tehergépkocsi összeszerelése is.
A BAZ-nál a saját fejlesztési bázisra alapozva több prototípus is készült. Saját fejlesztése volt a BAZ MNA mikrobusz, valamint a BAZ SNA és STA tehergépkocsi. Utóbbiakat a BAZ-nál is gyártott Praga V3S tehergépkocsi váltótípusának szántak. A BAZ SNA egy 4×4-es hajtásképletű tehergépkocsi volt, míg a BAZ STA 6×6-os hajtásképletű terepjáró gépkocsi volt. Utóbbiból 15 prototípus készült 1984 környékén. Ezeket a tehergépkocsikat a BAZ saját márkaneve alatt tervezték gyártani.
Szintén BAZ fejlesztés volt a BAZ Furgonet kisáruszállító, amely a farmotoros Škoda 105/120-as modelleken alapult. Több prototípus is készült belőle többféle motorral 1982–1983-ban.
A BAZ a Škoda Garde modellre alapozva fejlesztette ki a BAZ Loctusa Sport 3 autót, amely orrmotoros volt. 
A Pozsonyi Autógyár 1991-ben a Volkswagennel közösen létrehozta a Volkswagen Bratislava céget a BAZ gyártóbázisára alapozva. Ebben a Volkswagen 80%-os, a BAZ 20% -os részesedéssel rendelkezett. Itt elsőként a Volkswagen Passat 3. generációs változatát kezdték el gyártani. 1994-ben a Volkswagen megvásárolta az állami kézben lévő BAZ-tól a Volkswagen Bratislava cégben meglévő maradék 20%-át is, így az a Volkswagen 100%-os tulajdona lett és Volkswagen Slovakia a.s. néven működik napjainkban.